# Plecia oculastra
Plecia oculastra är en tvåvingeart som beskrevs av Hardy 1968. Plecia oculastra ingår i släktet Plecia och familjen hårmyggor. Inga underarter finns listade i Catalogue of Life.